# Павловка (Панинский район)
Павловка — посёлок в Панинском районе Воронежской области.
Входит в состав Краснолиманского сельского поселения.

## География
Посёлок расположен в центральной части поселения у реки Тамлык.

### Улицы
- ул. Школьная

## Население
| 1859 | 2000 | 2005 | 2010 |
| ---- | ---- | ---- | ---- |
| 291  | ↘53  | ↘31  | ↘20  |

В 2007 году численность населения составляла 24 человека.

## История
Основан в середине XVIII века. В 1818 году здесь была выстроена каменная Покровская церковь, которая до настоящего времени не сохранилась. В 1859 году в селе проживал 291 человек, было 22 двора. В 1900 году численность населения составляла 304 человека, было 70 дворов, общественное здание и две мельницы. До 2010 года в посёлке работала Павловская школа основного общего образования.